# 不正經的魔術講師與禁忌教典
《不正經的魔術講師與禁忌教典》是日本輕小說作家羊太郎撰寫的學園魔術幻想戰鬥風輕小說，負責本作插畫的是三嶋黑音。奪得第二十六回Fantasia大賞首獎。故事背景建立在存在魔法的虛構世界，講述擔任阿爾扎諾帝國魔術學院的教師葛倫·雷達斯和班級學生的經歷。
2016年3月宣布決定製作電視動畫。2017年4月4日至6月20日在東京都會電視台、AT-X等電視台播放。

## 故事概要
阿爾扎諾帝國的帝國魔術學院兼職講師葛倫·雷達斯是以假自習之名行打瞌睡稱在日常的不正經講師。就算難得站上了講台，他也是直接把課本釘在黑板上之類的逃避教書花招，耍廢的程度連學生也不以為然。被這樣的葛倫惹惱的學生──有著“師見愁”之名的西絲蒂娜·席貝爾向他提出了決鬥。結果令人遺憾地，葛倫以懸殊的差距吞下了敗戰……然而學校發生了前所未有的恐怖事件，學生也無一倖免地受到了波及。「不許傷害我的學生！」如是說的葛倫於此時發揮了真正的本領！ 故事以後就是以這名教師與其他同學的遇上不同的事件的故事。

## 登場角色
翻譯名稱以東立繁體中文版為準。

### 主要角色
葛倫·雷達斯（グレン＝レーダス，Glenn Radars）　聲：齊藤壯馬、佐倉綾音（幼少期）
19歲，現任阿爾扎諾帝國魔術學院的正職講師（原為兼職），原帝國宮廷魔導士團特務分室的執行官，編號0，代號【愚者】。黑髮黑眼的青年，魔術學院的畢業生。
整天毫無幹勁，想著要讓瑟莉卡養活一輩子而過著家裡蹲的生活，其後因魔術學院的講師神秘失踪而被瑟莉卡以半強迫的方式當上了臨時講師。由於過去體驗了魔術過於殘酷的黑暗面而十分討厭魔術，認為魔術沒有給人類帶來任何利益唯有殺戮。將魔術的原理研究到了極致，但因缺乏資質而無法使用三節以下的詠唱來發動術式，是個愛用近身格鬥技的體術達人。
幾年前（10歲時）是一名被瑟莉卡在某個事件（巫妖事件）中救下的孤兒，之後被瑟莉卡當成自己孩子般撫養長大並接受了魔術的啟蒙教育。從小因為對〈墨爾卡斯的魔法使〉這個童話故事的憧憬而希望成為一名「正義的魔法使」，並向瑟莉卡勤奮學習魔術。雖然天生資質平凡但通過努力加以彌補，11歲便以史上最年輕的身份入讀魔術學院。畢業時因寫不出論文而以自己的固有魔術【愚者的世界】代替論文發表，但大多數魔術師都認為這個術式沒有任何用處而瞧不起他，教授們還把論文燒毀了，甚至沒有留下任何這個術式的記錄。
之後因帝國宮廷魔導士團看中了這項堪稱魔術師天敵的才能，而被秘密挖角，並學習魔導士團的格鬥術，暗地裡作為帝國傳說中的魔術師殺手【愚者】殺戮異端魔術師，據雷克所言，曾將天之智慧研究會中二十四位知名且強大的魔術師抹殺掉。然而，不斷的殺戮讓葛倫體驗到了魔術的黑暗，從而開始厭惡魔術，否定過去的自己，在唯一對自己的夢想表達支持的賽拉為了保護他而戰死後對現實感到絕望而辭職，也正是從那以後就變得對什麼事都毫無幹勁。這也成了瑟莉卡的一個心結。之後由於魯米亞說希望用魔術來改變魔術從而選擇成為魔術師，而稍微改變了對魔術的看法。
因為多次拯救學生，而結下解不開的孽緣。目前已有幾個學生家長都想要替葛倫牽紅線，甚至把自己的女兒直接推給葛倫，讓葛倫哭笑不得。其中最積極的除了女王阿莉希雅七世外，就屬西絲蒂娜的父母最為積極的想把葛倫變成自己的女婿。
魔術特性是【變化的停滯·停止】，但是這對於追求變化為目的魔術師來說沒有任何用處。因其魔術特性導致葛倫詠唱跟其他人一樣的魔術，威力會較低，而且無法一節詠唱。在12歲的時候，與瑟莉卡大吵一架奪門而出後，在貧民街被毆打，被妮娜相救，在與妮娜交流並了解其身世背景後還有努力的理由後，決定面對自己的魔術特性，開發出自己的固有魔術。在丹尼要來殺死妮娜的時候，首次使用【愚者的世界】延緩魔術發動，並將其打倒。
基本上是個「月光族」，其薪金和研究費不是在轉眼之間被花光，就是因各種理由而遭到減薪。至於薪金的用途則是在購買健身器材和部份的書籍，或者把錢花在賭博、購買變身魔像等不正經的地方上，導致他除了靠瑟莉卡吃飯之外，就只能在學校食堂解決其餐飲。由於是軍人出身，如果連學校食堂都沒有開，就會去找野菜來果腹。
離開特務分室後在與人對戰時，葛倫基本上都不會用上真正的實力，純粹像在玩耍一樣，甚至也很少真正的將自身的固有魔術完全施展出來。只有在碰到與自己學生相關的事情（如與天之智慧研究會派來的殺手交戰），他才會稍微認真地使用一小部份實力。除非是太過分之事情，否則葛倫很少下狠手。
在「追想日誌7致未來的我」中，西絲蒂娜夢見未來的自己、魯米亞、梨潔兒和葛倫結婚，並有三名女兒
固有魔術【愚者的世界】
通過「愚者」的塔羅牌而由圖像發動的魔術，能在一定時間內，以自己為中心的一定範圍內讓包括自己在內所有的魔術發動無效化，但無法影響已經發動的魔術。
剛開始創造出來的時候只能延緩魔術的發動。
命名參考來自瑟莉卡的固有魔術【我的世界】。
魔槍【貫穿者】
在宮廷魔導士團時期，葛倫愛用的魔槍。配合專用魔彈【伊芙蓋爾茲的子彈】使用，若不搭配此魔彈使用，效果就和中古槍沒兩樣；此魔槍與魔彈不受【愚者的世界】的封殺效果，因為子彈的效果並非魔術，所以不受葛倫的固有魔術影響。
葛倫在離開特務分室時並未將魔槍帶走，在修學旅行事件（小說第四卷）中由阿爾貝特重新交付到他手中。
魔彈【伊芙蓋爾茲的子彈】
葛倫為了彌補自身戰力不足所調配出來的子彈，原料包含了埋葬了遺體達兩百年以上的墳墓的塵土，附加了葛倫的魔術特性【變化的停滯·停止】，能停止所有的物理能量變化（無視一切物理防禦）並給予所有靈性要素破滅的停滯（破壞靈魂），葛倫將之攻擊稱為【愚者的刺殺】。但子彈的效果於發射後便會立即消散，因此必須進行零距離射擊才能發揮效果。與【愚者的世界】是在正義的魔法使這個崇高的意志下所誕生不同，伊芙蓋爾茲是純粹為了殺人而研發，因而導致葛倫對此有極大的心理創傷。第10卷時，在西絲蒂娜的鼓勵下克服心理創傷而成功完成調配。
魔槍【女王殺手】
蓮恩·葛雷達斯
在梨潔兒退學風波中，為了安撫要去聖莉莉魔術女學院的梨潔兒，由阿爾貝特提案、瑟莉卡對葛倫使用了變身魔術後，變成女性的葛倫。
有著不下魯米亞的豐滿身材，但言行舉止與服裝仍是男性風格。
雖然在留學期間魔術就已解除，但葛倫、西絲蒂娜等人對女學生們編造了「因為過去的魔術造成的事故，使自己泡到熱水就會變成男兒身」的荒唐理由給含混了過去，但最後還是坦白了。
西絲蒂娜·席貝爾（Sistine Fibel，聲：藤田茜）
15歲，菲傑特地區的貴族席貝爾家的大小姐，有著一頭銀髮的少女。魯米亞親密稱她為「西絲蒂」，葛倫則因為她頭上的髮飾像貓耳而叫她「白貓」，就讀阿爾扎諾帝國魔術學院的學生，班級為二年二班。
是個典型的「墨爾卡恩」，為了解開崇敬的祖父也未能解開的「墨爾卡斯天空城」之謎，而日夜努力鑽研魔術，希望成為魔導考古學者。
個性非常認真，因此對剛擔任臨時講師就開始偷懶不講課的葛倫十分輕蔑，直到他開始認真講學後才刮目相看。在學院被「天之智慧研究會」襲擊時被葛倫所救而對他有好感，但因為本身的矜持而無法坦率表達出來。
雖然個性強勢，但因出色的美貌而在男學生中有著不錯的人氣。對胸圍的成長比不上魯米亞這點十分在意。與葛倫一樣害怕幽靈、妖怪，同時也對蛇沒轍。典型的沒酒量，只要喝了酒就會變得跟平時大相逕庭。
是學級第一的天才，除了白魔術外的魔術都很拿手，理論與實戰上皆有著高成績，連葛倫傳授的即興詠唱咒語也能立即上手。曾被阿爾貝特及葛倫讚譽潛在魔力量深不可測（當然本人不知情），被喻為是數十年難得一見的人才。擅長使用擅長變化的風魔術，更被賈提斯評斷在幾年後能力必定會超越【女帝】賽拉。魔術特性是【流轉的加速·支配】，「流轉」是比「變化」更加強的概念。這魔術特性能使「自主的變化」加速，並支配它。對為世界带来變化的魔術师来说，这是無比強大的魔術特性。這特性與幾乎所有的黑魔術都有良好的相性。
青梅竹馬雷歐司遭賈提斯使用天使之塵控制，與西絲蒂娜碰面並提起小時候的婚約，當葛倫與雷歐司較量誰才是真正的婚約者時，西絲蒂娜以巧妙的方式讓雙方告吹。之後葛倫於夜晚向西絲蒂用故事方式說明自己的夢想，以及後來因賽拉的死跟自身對魔術的絕望，同時也告訴西絲蒂，她的外貌很像賽拉，所以葛倫為了阻止雷歐斯阻礙西絲蒂娜的夢想才想保護她。隨後葛倫被雷歐司攻擊並且擊退，雷歐司接著威脅西絲蒂娜，以公佈魯米亞及梨潔兒的秘密要脅西絲蒂娜與雷歐斯進行結婚儀式。結婚儀式途中，葛倫亂入婚禮搶奪西絲蒂娜，在葛倫保護西絲蒂娜過程中，因葛倫被天使之塵中毒者攻擊，讓西絲蒂娜見識到葛倫的黑暗面而心生畏懼，葛倫坦誠這正是帝國時期的他。在葛倫安慰下西絲蒂娜正要提起勇氣時，被前來的雷歐斯找到，被葛倫揭發，這個雷歐斯是幕後黑手賈提斯使用變身魔術變成的。在葛倫與賈提斯決鬥時，西絲蒂娜被葛倫驅離後內心不斷掙扎，西絲蒂娜回憶起葛倫的教誨，在不想失去葛倫與不想再後悔的心情下，西絲蒂娜克服恐懼重新回到戰場，與葛倫聯手擊敗賈提斯，之後因太疲憊被葛倫背回去，事件結束後回學校上課時，被同學們調侃別和葛倫一直卿卿我我。
現在與葛倫的關係像是歡喜冤家一樣，本人拒絕承認對於葛倫有超越師生情誼的愛慕，在葛倫面前多半以嚴厲的態度來掩飾嬌羞。對於葛倫有時太過悖離常理的拜金想法，都會很認真地吐槽，有時直接動手阻止。
魯米亞·汀謝爾（Rumia Tingel，聲：宮本侑芽）
寄住在席貝爾家中的金髮美少女，阿爾扎諾帝國魔術學院的學生，班級為二年二班。
三年前剛來到席貝爾家時因為當時的事情而常和西絲蒂娜吵架，直到某天被誤認為西絲蒂娜而遭到綁架被救回後才打開心防而關係變得友善。當時仍在帝國宮廷魔導士團的葛倫在誘拐事件中將其救出，從此對他十分傾慕和思念。在葛倫尚未認真教書前是唯一對他抱持好意的學生。有著希望能理解魔術並在日後將其用在正確的用途上使人們不再害怕魔術的夢想，並因此稍稍改變了葛倫對魔術的厭惡感。
真實身分是外傳因流行病而病逝的帝國第二王女「艾魯米亞娜·耶魯·柯爾·阿爾扎諾」。是擁有能將接觸的對象的魔力和魔術增幅數十倍以上的異能者「感應增幅者」，因此能力會威脅王族的權威，而以病死的名義將其流放且喪失繼承權，在王族的安排下被席貝爾家族收養。但因此能力之故遭到「天之智慧研究會」的覬覦。
目前除了其生母兼現任女王·阿莉西亞七世外，知道王女身分的人有：因阻止綁架事件有功而不得不透漏內幕的葛倫·雷達斯與西絲蒂娜·席貝爾、作為貼身護衛的梨潔兒·雷佛德、女王最信任的摯友瑟莉卡·阿爾佛聶亞、帝國魔術學院長里克·沃肯、王室親衛隊總隊長·賽洛斯、王室相關高層，還有「天之智慧研究會」。魔術學院二年二班的學生全員於「菲傑德最黑暗的三天」事件中知曉。
因為經歷過上述事情而讓她在精神方面顯得極為堅強，於是被葛倫安排在魔術競技祭的「精神防禦」項目上登場，並獲得優勝。事後與母親的關係稍稍恢復了一些。
擅長以治療和淨化為主的白魔術，並能使用高等祭司才能施展的上級淨化咒文，但其他類型的魔術不太拿手而只拿到中等的成績。在實戰時因為其強韌的精神力而能發揮出比測試時更高的實力來。
喜歡葛倫，對他的態度基本上是無條件的信任與奉獻。但因為接受過席貝爾家與西絲蒂娜的恩惠，曾經暗自發誓只要自己和西絲蒂娜喜歡同樣的東西時，就會把它讓給西絲蒂娜還作為報恩。因為看穿西絲蒂娜對葛倫的好感，不只沒有積極追求葛倫，還不時常常將機會讓給她。但在與《鐵騎剛將》亞瑟洛·葉羅一戰後，決定坦率面對自己對葛倫的心意，對西絲蒂娜發起情敵宣言。
截至小說目前的進度，魯米亞已經被葛倫救過超過五次，且也被特務分室暗中保護中。
與母親和解後，現在偶有時亦會回到皇宮去找母親談心。
是所有學生中除了梨潔兒之外第一個知道葛倫和瑟莉卡住處的學生（似乎是經由梨潔兒告知的）。
梨潔兒·雷佛德（Riel Reyford，聲：小澤亞李）
帝國宮廷魔導士團特務分室的執行官，編號7，代號【戰車】。特徵是沒經過梳理的藍髮，有著如娃娃般精致的臉型但面上毫無表情。
擅長利用鍊金術高速煉成製成的大劍攻擊敵人，並有著難以想像的怪力，和強烈的直覺與自學而成的邪道劍術。與一旦發動了【愚者的世界】就無法再發動其他魔術的葛倫搭配起來會是非常強力的搭檔。但是除此之外的攻擊性魔術都是近乎壞滅等級的糟糕程度。
由於一出生後沒多久就加入了特務分室，所以沒有接受過正常的教育，內心年齡與處世態度比起同年齡的人都要不成熟，而被周圍所有人一致評價為「笨蛋」，總是搞不懂作戰內容的意義而讓搭檔的葛倫和阿爾貝特十分苦惱。
兩年前，伊露夏·雷佛德在死前將梨潔兒託付給了葛倫，希望葛倫能幫助梨潔兒找出活著的意義。
因為覺得葛倫和記憶中的哥哥十分相似，所以將葛倫當成是自己的哥哥來看待。對於葛倫什麼都沒說就突然離開特務分室的行為感到十分難過。
在魔術競技祭完結後，以魯米亞的貼身護衛的身份被派遣至魔術學院成為插班生，但仍不了解自己的任務。儘管剛來到學校時感到十分焦躁，但經歷一連串的事件後，除了逐漸適應了學校的生活，也感受到了不曾有過的溫暖。
在修學旅行時遇到見天之智慧研究會萊涅爾假扮成她哥哥的樣貌，被白魔術洗腦後替「天之智慧研究會」一方捉走魯米亞，更以大劍貫穿葛倫的身體使其重傷。其後與傷癒的葛倫戰鬥，並在過程中得知自己是「Project: Revive Life」的產物，是有著由伊露夏·雷佛德的「基因代碼【Gene‧Code】」所鍊成的肉體及繼承她「心靈代碼【Astral‧Code】」（人格和記憶數據）的魔造人。
發現被萊涅爾欺騙的真相後一度感到絕望，認為失去哥哥的自己已經一無所有，不知道該如何繼續活下去，但在葛倫的點醒下發現了自己早已在不知不覺中擁有了「渴望的事物」，就是「想繼續和西絲蒂娜與魯米亞待在一起，並再回到學校與大家一起玩耍」。動畫中時常見其依偎在西絲蒂娜或魯米亞身旁睡覺。事件結束後，表示仍想要為了葛倫而活著、戰鬥，但並不是因為將葛倫視為哥哥的替代品才這麼做，僅僅只是想去這麼做而已。並且也找到了自己「活下去的意義」，就是保護西絲蒂娜、魯米亞與葛倫想要守護的事物，然後走上葛倫所期望的道路。
不知為何，梨潔兒似乎很黏著瑟莉卡。雖然瑟莉卡在梨潔兒進入宮廷魔導士團特務分室前兩年就離開，但因葛倫的緣故知道瑟莉卡。在第五卷正式與後者見面，結果與瑟莉卡彷彿一見如故的相處，似乎把瑟莉卡當成母親般，而瑟莉卡也不以為意，非常疼愛梨潔兒，就像瑟莉卡疼愛葛倫一樣。在第十三卷得知，梨潔兒的靈魂有部分是瑟莉卡的昔日好友，「六英雄」之一的《劍姬》，這也是兩人親近的原因。
瑟莉卡·阿爾佛聶亞（Celica Arfonia，聲：喜多村英梨）
現任帝國魔術學院的教授。原帝國宮廷魔導士團特務分室的執行官，編號21，代號【世界】。
魔術特性是【萬物之理破壞·再生】，可以破壞無數物理法則和再生。
幾年前曾經因調查巫妖事件而前往邊境村落，,在清除當地的威脅後於地下室發現一名被捆綁且失去記憶的少年，最後因不甘少年在村落孤獨地生活而選擇與其共同生活，並取其名為「葛倫·雷達斯」。
養育葛倫的親人兼老師，是個無論是外表還是身材都超群的美女。年齡看上去大概20歲，但實際年齡已經超過400歲，在200年前戰爭時期被稱為「灰燼之魔女」，有其活躍的記錄。被評為第七階梯的大陸最強魔術師，與女王艾莉西亞七世為好友，且直呼彼此的名字。
對於葛倫經常抱著「家裡蹲」的頹廢想法，久而久之對付後者愈來愈極端，甚至還用上殺人術式。不過對於葛倫本人倒是非常包容，連曾為其學生之一的講師哈雷經常針對葛倫，瑟莉卡都會直接偏頗並譏嘲哈雷。
400年前，瑟莉卡因為某個事件，醒過來時發現自己失去了過去的記憶，並聽到了謎樣的「聲音」，告訴瑟莉卡有著某個重大的使命等著她完成，但本人卻一直都無法想起來。在某次魔術檢查時被發現是一位擁有特殊體質的【永遠者】，身體的時間完全停滯導致不會衰老，周遭的人因此敬而遠之，將她視為怪物，本人也相當痛恨著這樣的自己，將這樣的體質稱之為詛咒。
十分疼愛葛倫，決不允許任何人在自己面前說他的壞話。但同時也很在意葛倫對於自己的想法，覺得是不是只有自己一廂情願的覺得與葛倫的關係是「家人」，深怕自己那不明原因的長生不老，會讓葛倫覺得自己不是個正常人，但卻又因為可憐瑟莉卡才待在她身邊，而後又看到葛倫變得討厭魔術，害怕自己是不是也被討厭了，害怕自己又會回到一個人，於是強迫他去擔任學院臨時講師，希望他就此找回對生活的動力與當初對魔術的熱情。
認為自己會有這種特殊體質是因為失去了某種使命，會答應成為學院的教授是為了能夠在學院的地下古代遺跡進行定期探索，認為在這裡可以找到她的使命，並藉此變回正常人，藉由與葛倫活在相同的時間裡，想被葛倫認可是人類，是真正的家人。
在第六卷時，從葛倫口中得知不管瑟莉卡是位甚麼樣的人，都早已是他無可取代的家人，令她在喜極而泣的同時也釋懷了多年的壓力，並答應葛倫不會再去尋找自我，因為自己已經擁有了願意扶持自己的家人。對葛倫說如果哪天他結婚離開她，希望葛倫能夠常常回「家」看望她。
固有魔術【我的世界】
通過啓用瑟莉卡特製的魔導器（一個破舊的懷表，名字爲「萊・提莉嘉之錶」）的同時停止時間。將她從世界的時間流中解放出來，在停止的時間中自由行動。使用時需消耗名爲「時晶石」的稀貴金屬，所以不能貿然使用。但是只要用一次，就有不論何種戰局都能顛覆的強大威力。
黑魔改【毀滅射線】
瑟莉卡·阿爾弗涅亞是在二百年前的「魔導大戰」中為了殺死邪神的眷屬而創作出來的無限接近于固有魔術的弑神之術。除了她以外，目前能使用這個魔術的還有葛倫，但葛倫在詠唱【毀滅射線】咒語時需使用魔術觸媒「虛量石」。
咒語：【吾乃弒神者、我乃通曉天地始終者、將其歸於攝理之圓環、元素歸於元素、千理萬象業緣乖離、森羅萬象須臾滅散、浩瀚無根逝於虚無】
葛倫需以七節，瑟莉卡則僅需以三節詠唱【將其歸於攝理之圓環、元素歸於元素、千理萬象業緣乖離】發動此一魔術，且無需魔術觸媒。
伊芙·依庫奈特／伊芙·迪斯托瑞（Eve Ignite）
19歲，現任阿爾扎諾帝國魔術學院的軍事訓練教官，原帝國宮廷魔導士團特務分室的室長，編號1，代號【魔術師】。葛倫的前上司。擁有其家族代代相傳的固有魔術眷屬秘咒【第七園】、【伊拉之焰】、【火幻術】，只要事先佈置好便能在範圍內省略火焰系魔術的詠唱工程。
出身於帝國名門依庫奈特公爵家，並繼承家族代代相傳近戰魔術最強高手《紅焰公》的稱號。
實際上是亞賽爾·魯·依庫奈特公爵與平民女性所生的私生女。母親雪拉·迪斯托瑞原為依庫奈特家的傭人，在懷上伊芙後被逐出家門，從此母女二人相依為命。在母親意外過世後，被父親作為備用繼承人收養，但因為私生女的身分，家族上下幾乎無一人真正接納她，唯獨同父異母的姊姊莉迪亞將她作為親妹妹一樣疼愛。而在莉迪亞因意外而喪失使用魔術的能力後，被父親培育為特務分室的室長兼下任依庫奈特公爵家的繼承人，因為面對著來自家族的的壓力，所以出人頭地的想法非常強。
精通權術，並有著自己的私人情報網，會冷酷的把部下當道具來用。對抱持著想成為「正義魔法師」的天真夢想且屢次立下戰功的葛倫暗中抱持強烈的競爭意識，同時也暗恨因戰死而令自己為將葛倫納為己用的行動前功盡棄的賽拉。但實際上內心不是這麼冷血無情，只是受到父親與家族的壓力，只能採取獲得最大功績但無視犧牲的策略。對當年犧牲的賽拉懷抱著罪惡感，也因而認為自己沒有回頭的資格。她對葛倫的執著其實源自於對他依舊能堅持理想的羨慕。
天之智慧研究會激進派在帝國魔術學院的社交舞會中刺殺魯米亞，而將計就計以魯米亞作誘餌，並強迫反對此計劃的葛倫接受和協助。但結果事與願違，情況往葛倫所猜到的方向走，差點害死魯米亞，幸好最後成功阻止刺殺而平安無事。事後伊芙仍沒有放棄「絕對要把葛倫帶回特務分室，讓後者成為她的部下」的想法。
身為魔術師戰鬥的理由，僅是為了家族和取得認同，並非忠於真實的自我行動，而被賈提斯嘲笑為特務分室中的「最弱」。在「菲傑德最黑暗的三天」事件中，被賈提斯切斷的左手雖被法醫瑟希莉亞完美縫合，但因賈提斯的嘲笑和葛倫對她的失望所產生的心理創傷，使她無法以左手發動魔術。事件結束後，被父親把事件中的責任都推到認定為是獨斷獨行的她身上，並將她趕出家門、奪去依庫奈特的家名和降職，被放逐到魔術學院作講師，以「伊芙·迪斯托瑞」之名擔任軍事訓練教官一職。和葛倫水火不容但意外有默契的相處模式，讓西絲蒂娜和魯米亞感到危機，甚至提議暫時組成戰線。
在“菲傑德最糟糕的三天”之後，她因屢次失誤，左臂因受傷休克失去魔法能力而被父親阿澤爾拋棄。在軍隊中，作為因從特務分局調到第八魔法團，軍銜從百騎長降為騎士長而新引進的“軍事訓練”的戰術訓練指導派遣到學院。雖然語言嚴苛，但她以彬彬有禮的教學方式在學院內享有盛譽，在“裏學院”的動亂中努力保護學生的她也獲得了學生們的強烈信任。
當他的父親在魔術祭典後策劃政變時，在葛倫的鼓勵下,宣布她將親自擊敗叛軍，並全面指揮友軍。由於因基本魔力和技能水準不同而被複製的莉迪亞所壓倒，因【第七園】的謎團“無間大煉獄真紅・七園”而絕望時，由于莉迪亞的幻覺受到了啟發,並突破心魔使其左手能再度使用魔力接管第七園擊敗了莉迪亞。隨後，他釋放了父親親手埋下的詛咒，幫助格倫打敗了被憎恨的化為火魔的父親，化解了矛盾。獲得奇蹟的勝利後，所有帝國軍高層都在“最後之鑰”計劃中陣亡，所以考慮到在米拉諾的“炎之一刻半”之役為契機，被女王的命令重新任命為“魔術師”，同時他被任命為元帥，並在菲傑德的最後一戰中擔任總司令。
『フェジテ最悪の三日間』の後、度重なる失態と負傷のショックによる左腕の魔術能力喪失によって父アゼルに勘当されてしまい、以降対外的には母方の姓である「イヴ＝ディストーレ」を名乗る。軍においても特務分室から第八魔導兵団への異動、百騎長から従騎士長への軍階降格という左遷処分を受け、新たに導入されることになった「軍事教練」の戦術訓練教官として学院に派遣された。言葉こそ厳しいが丁寧な教え方で学院内での評判も良く、「裏学院」での騒動で生徒たちを守るため奮戦したこともあって生徒達から強い信頼を得ている。
魔術祭典後に父がクーデターを首謀した際にはグレンに励まされて反逆者を自ら討ち取ると宣言し、友軍の総指揮を執る。根本的な魔力や技量の規格差で複製されたリディアに次第に圧倒され、【第七園】の奥義《無間大煉獄真紅・七園》によって絶体絶命になるが、オリジナルと思しきリディアの幻聴によって奮起し、左手の魔術機能を取り戻して第七園を乗っ取ってリディアを撃破。そして父から植え付けられた呪縛を自力で振り解き、炎の魔人と化した大嫌いな父親をグレンが倒すのを援護し、自らの葛藤に決着をつけた。神がかり的な戦勝を収めた後、『最後の鍵』計画によって帝国軍幹部が軒並み戦死していたことから、ミラーノでの戦闘『炎の一刻半』における戦功を鑑みた女王の勅命で《魔術師》へ再任、同時に元帥へと任命されフェジテでの最終戦における総司令官を務める。

### 阿爾扎諾帝國魔術學院

#### 學生
基伯爾·威茲坦（Gibul Wisdan，聲：本城雄太郎）
就讀二年二班的男學生，成績僅次於西絲蒂娜的資優生。
現實主義者，重視實力與結果，對他人的態度顯得高傲，說話方式也非常的毒舌。不在乎人際關係，只想專注於學習魔術。但在卡修的死纏爛打下，偶爾還是會很不情願地加入團體活動中。
對鍊金術有著絕對的自信，因此視梨潔兒為勁敵。
在「菲傑德最黑暗的三天」事件中，得知魯米亞是王女的身分。
溫蒂·那布勒斯（Wendy Nablesse，聲：石川由依）
就讀二年二班。那布勒斯公爵家的大小姐，個性高傲，綁著雙馬尾髮型。
成績與實力上和西絲蒂娜、基伯爾相當，但總是在關鍵時刻出錯。
在「菲傑德最黑暗的三天」事件中，得知魯米亞是王女的身分。
卡修·威伊葛（Kash Winger，聲：榎木淳彌）
就讀二年二班，體型壯碩的男學生。個性外向，擅長交朋友，是班上的氣氛帶動者。在梨潔兒轉入班級後，也是少數能勇敢與其攀談的人。
常常找獨來獨往的基伯爾說話，即便總是因為對方的毒舌變成拌嘴吵架，但實質上並不討厭他。
在「菲傑德最黑暗的三天」事件中，得知魯米亞是王女的身分。
瑟西魯·克勒頓（Cecil Clayton，聲：土岐隼一）
就讀二年二班，個性文靜的男學生。喜歡讀書，擁有狙擊魔術的才能。
在「菲傑德最黑暗的三天」事件中，得知魯米亞是王女的身分。
琳恩·特提斯（Lynn Titis，聲：山口愛）
就讀二年二班，有些瘦小、給人小動物般感覺的少女。
不擅長實際操作魔術，因此對自己缺乏自信。在葛倫的鼓勵下成功在競技祭中的「變身」比賽裡獲得勝利。在「菲傑德最黑暗的三天」事件中，得知魯米亞是王女的身分。
泰瑞莎·雷迪（Teresa Lady，聲：田澤茉純）
就讀二年二班的女學生，來自雷迪商會的商業家之女。
做事滴水不漏，在班上一直保持著端莊穩重的大姊姊形象，也有著比其他同學都成熟的身材。
擅長於念動系的白魔術，尤其是遠距離操作。在「菲傑德最黑暗的三天」事件中，得知魯米亞是王女的身分。
莉婕·費爾瑪／莉茲里特·盧西亞諾（Rizze Filmer / Leysritt Luciano）
魔術學院學生會會長。
實際上為統領帝國黑道的著名老牌黑幫——盧西亞諾家的繼承人。
曾在眾多學生遊行要求減半校內特別講座的收費時，邀請（脅迫）葛倫作為協力者幫忙鎮壓。其後與眾多講師交涉，最終成功為學生們爭取「通過講者開設的考試便減半收費」。
在「菲傑德最黑暗的三天」事件中，得知魯米亞是王女的身分。

#### 講師、教授
里克·沃肯（Rick Walken，聲：浦山迅）
擔任帝國魔術學院長的初老男性，對於學院中的問題教師感到頭痛。年輕時是名精靈使，妻子是一名外貌年幼的水精靈。
瑟莉卡·阿爾佛聶亞（Celica Arfonia）
帝國魔術學院的教授，第七階梯的大陸最強魔術師，參照「瑟莉卡·阿爾佛聶亞」。
哈雷·亞斯頓（Halley Astry，聲：川田紳司）
二年一班的講師。年紀輕輕便到達第五階梯的天才魔術師，有著稱呼他人全名的習慣。
非常固執的保守派魔術師，重視魔術師的傳統與尊嚴，同時也是標準的實力至上主義者，所以非常討厭位階低又沒有實績的葛倫。很在意自己年紀輕輕就開始禿頭的事實。
由於葛倫變成正經的教學而大受歡迎，連別班的學生甚至是高年級的學生都想進入葛倫所教授的課程旁聽，因此對葛倫愈來愈不爽(因為連他自己班上的學生都想轉去二年二班，也就是葛倫所帶的班級)。常常想找葛倫「決鬥」但葛倫連理都不想理他這個歲數較長的曾經同窗，某次哈雷在氣急敗壞下想追上去但踢到葛倫的鞋子因而摔倒，其餘的方式要不就是被梨潔兒擋下，要不就是被瑟莉卡直接譏嘲而面紅耳赤、 悻悻然地離開，不過往往過沒幾天又不死心的「捲土重來」，想要打擊葛倫以「一雪前恥」。
擅長的黑魔術系統是主要控制炎熱、冷氣以及電擊属性的「活性/流動系」，以及操縱物質或能量密度及其分布的「集中/擴散系」。且哈雷對浪費的行為有潔癖，注重效率，重視將能量轉化效率最大化，以最少量的魔力發揮出最大的效果。魔術風格和喜歡大量消耗、大量破壞的瑟莉卡完全相反。
崔斯特·魯·諾瓦爾（Zest le Noir，聲：宮崎敦吉）
學院的魔術教授之一，精神作用系魔術的權威。擁有男爵的身分。
裝扮華麗的中年男子，是個喜歡用精神魔術汙染少女心靈看會發生什麼作用的變態。雖然是變態，但是學院內魔術師階級僅次於瑟莉卡的第六階級，擅長精神作用系的魔術。
奥威尔·苏萨（Orwell Schuzer）
學院的魔術教授之一，他被譽爲魔導工學的天才。曾無意中創造無數幾乎能翻新魔術的歷史和理論的魔導器，但他毫不在乎其他魔術講師的贊賞，當他覺得那個魔導器不合他的胃口時他會直接摔壞它，他的瘋狂行徑讓學院裏的所有人都害怕他，並稱他爲「天災教授」。
雷歐司·克萊特斯（Leos Kleitos，聲：小野賢章）
西絲蒂娜青梅竹馬兼未婚夫，與賈提斯兩人聯合原本要密謀引發事件，但最終還是被賈提斯下藥以及利用「天使之塵」殺害。
伊芙·迪斯托瑞
帝國魔術學院的軍事訓練教官，參照「伊芙·迪斯托瑞」。

### 阿爾扎諾帝國王室關係者
阿莉西亞·耶魯·柯爾·阿爾扎諾七世（Queen Alicia VII，聲：大西沙織）
阿爾扎諾帝國現任女王。過去被稱為「阿爾扎諾的白百合」的美女。
魯米亞（艾魯米亞娜）的母親，但在三年前因為政治問題而被迫放逐她。在訪問魔術學院和觀看魔術競技祭時，因被詛咒而被逼進入需要殺害魯米亞來解咒的局面，最後被葛倫以其固有魔術解咒，並解開與女兒之間的隔閡。
看到魯米亞與葛倫之間的互動，似乎有意讓葛倫與魯米亞成婚。
賽洛斯·德拉格哈特（Zelos Draghart，聲：長谷川敦央）
王室親衛隊總隊長。雖已步入年邁之域，但在四十年前的奉神戰爭中戰鬥到最後所鍛煉出的士魂卻絲毫未減。
在女王陛下被詛咒期間擅自作出決定，命令親衛隊企圖殺害露米婭以守護陛下。在事件結束後，因女王的酌情處理而沒有被嚴厲處罰。
葛拉茲·魯·愛德華
女王府官房長官，侯爵。圓桌會成員之一。有著「野性金獅子」的異名。
亞賽爾·魯·依庫奈特
女王府國軍大臣兼國軍省統合參謀本部長，又稱「依庫奈特卿」。帝國王室分家兼三大公爵家之一依庫奈特家現任當家，前任《紅焰公》。有著一絲不苟的嚴肅表情，加上臉上的刀疤的威嚴男性。帝國武力派的首倡者。認為要對抗雷扎里亞王國的威脅就需要擴張軍備、加強魔術師的軍事化管理。
是伊芙的父親，對其十分嚴苛和虐待，其恐怖的手段使伊芙一見到自己的父親就忍不住害怕。
在「菲傑德最黑暗的三天」事件中逮捕了文治派的首腦、同為三大公爵家之一的安德力·魯·巴托雷伊公爵，並暗中侵吞了巴托雷伊家所管理的蒼天十字團，使武力派在帝國中的聲望大增，隱隱有主導帝國政策的威勢。事件結束後，將伊芙造成的嚴重失態和責任全歸咎於她，並奪去家名、降職將其流放。
在炎之一刻半中叛亂後變成魔人,被葛倫的魔彈射中,並在爆炸中逃離了現場。最終在米拉諾的某個昏暗巷弄裡,被伊麗亞殺死。
帝国老舗マフィア『西マハード会社』を牛耳るルチアーノ家現当主。爵位は騎士爵。派手な伊達姿の傾き老人。
ルチアーノ家は、帝国の裏社会を取り仕切る建国以来の大物マフィアでありながら女王に忠誠を誓い、代々伝統的に騎士の称号を与えられ、円卓会にも席を持つ大家として有名。
安德力·魯·巴托雷伊
圓桌會成員之一。
円卓会のメンバーで三大公爵家の一角。文治派の筆頭で「蒼天十字団」を運営し、裏では天の智慧研究会の「急進派」に協力していた。「フェジテ最悪の三日間」の折にアゼルに捕縛され、その際に死亡する。
阿莉西亞三世（Queen Alicia III）
阿爾扎諾帝國第13代女王。阿爾扎諾帝國魔術學院創辦人兼第一代學院長。
400年ほど前の人物で、「魔導考古学の父」と呼ばれる近世では有名な魔導考古学者であり、童話作家。代表作はメルガリアンのバイブルである「メルガリウスの天空城」、童話にして古代神話大成である「メルガリウスの魔法使い」。アルザーノ王家の遠い親戚で、ひと回りほど歳下のアリシア三世と共に研究を行っていた。子孫のフォーゼルとそっくりなノリをした人物で、“正義の魔法使い”の真の顔を知るために魔導考古学者になったが、学問にかまけるあまり妻子に愛想を尽かされている。
聖暦前古代史研究を行う課程で世界各地に伝わる古代の神話・伝説・民間伝承を独自の分析・解釈を元に編纂していた。研究の末に《禁忌教典》と《魔王遺物》の存在に触れ、超魔法文明が暗黒と悪夢の世界だと知り、魔王遺物が世に出れば国が滅びるほどの大混乱が起きると懸念して夢を断念した。魔王や魔王遺物とは直接関係のない物語を童話として編纂し直し「メルガリウスの魔法使い」を出版するが、それから5年後、魔王遺物である「無垢なる闇の印」を刻まれた神官家の生き残りを探して単身レザリア王国に足を踏み入れるも、聖エリサレス教会がひた隠しにしていた“外宇宙の邪神”を囲っているという秘密に迫ったため、異端者として捕らえられ「邪悪な思想の書籍を世に出し、無辜なる民を惑わした罪」で火刑に処された。
原作に記されている言葉「教典は万物の叡智を司り、創造し、掌握する。故に、それは人類を破滅へと向かわせることとなるだろう。」は火刑台に上った彼が最後に残したとされる言葉。

### 帝國宮廷魔導士團

#### 現役成員
克里斯多福·福勞爾（Christoph Fraule，聲：逢坂良太）
帝國宮廷魔導士團特務分室的執行官，編號5，代號【教皇】。外表看起來很像女孩子的十多歲少年，有著與外表不符的強悍鬥志。
世界級結界魔術名門福勞爾家出身，在特務分室中是最擅長結界魔術的高手。
由於阿莉西亞七世有恩於他，所以對她特別忠誠，賈提斯認為克里斯多福會毫不猶疑地為阿莉西亞七世獻出自己的心臟。
巴奈特·傑斯塔（Bernard Jester，聲：小山剛志）
帝國宮廷魔導士團特務分室的執行官，編號9，代號【隱者】。分室的元老級成員。葛倫稱其為「老頭」。
年輕時期是活躍在奉神戰爭中的戰爭英雄，當時是編號8的執行官，代號【力量】。
好女色且態度輕浮。喜歡沉溺於攸關生死的危機或戰鬥，藉此尋求生存的感覺，因而被賈提斯稱為「究極的探險家」。為了留在前線，經常會放棄功績或闖禍，導致其軍階較低。
魔鬥術的高手，也是葛倫在格鬥術上的老師。相比年輕的全盛時期，魔力量已經開始衰退，因此改採用鳥銃的快射與鋼絲的道具來輔助，配合其巧妙的話術和豐富經驗來玩弄對手。
艾爾莎·維里弗（Elsa Vylif）
聖莉莉女子魔術學院裏的學生，帝國宮廷魔導士團特務分室的執行官，編號10，代號【命運之輪】。成績優秀，禮儀端正，總與其他學生保持距離，不屬于聖莉莉女子魔術學院裏的任何派閥。
父親是來自東方的異邦人，在帝國落地生根、娶妻生子，並向女王宣誓效忠，成為守護帝國的傑出軍人。但他的表現引來天之智慧研究會的殺意，最後艾爾莎的父母死於其所派來的殺手伊露夏·雷佛德，原本美好的家庭從此在火焰中毀於一旦。雖然艾爾莎在伊露夏的刻意之下存活，但父母死於眼前的景象使她罹患了創傷後壓力症候群，導致每當她看到血和火焰時會陷入失控的恐慌狀態。艾爾莎將這份過往稱呼為「烈焰的記憶」，日日受其折磨。
艾爾莎父母死亡後，家產被親戚們瓜分殆盡，艾爾莎本身也因為母親的貴族血統而被當作政治婚姻的工具，被迫從放棄原本要就讀的軍校，轉而入讀聖莉莉女子魔術學院。後來，擔任學院長的叔母瑪麗安奴將梨潔兒的消息告訴她，並在刻意誤導下，讓艾爾莎誤以為梨潔兒便是殺死她父母的仇人，艾爾莎便答應協助瑪麗安奴逮捕梨潔兒，條件是事成後能讓自己回到軍校。
結果在打倒梨潔兒後瑪莉安娜揭露了自己的陰謀，並得知了梨潔兒身為魔造人類的真相，了解到她與伊露夏是完全不同的兩個人。對梨潔兒的仇恨立即煙消雲散，還有著誣賴無辜的愧疚感。
在解決瑪莉安娜擄人事件後，內心對梨潔兒不再怨恨反而萌生另一種感情，在葛倫跟梨潔兒間還會吃醋，約好下次見面會變的更強與守護他人。
在魔術祭典時期繼承已故父親的職位，成為宮廷魔導士團特務分室的執行官。
與梨潔兒一樣是專注於白刃戰的魔導劍士，善於使用來自東方的武器打刀。劍術流派為父親的流派，拔刀術「春風一刀流」。作為劍士的實力非常傑出，年紀輕輕便達到巔峰的境界，所散發的壓力連梨潔兒都一時為之感到戰慄。
阿爾貝特·弗雷澤（Albert Frazer，聲：高橋廣樹）
帝國宮廷魔導士團特務分室的執行官，編號17，代號【星】。
過去與葛倫和梨潔兒是同組的成員，但在葛倫辭職後就成了獨自為梨潔兒收拾善後的苦命人。對葛倫在理想與現實的巨大差異下感到失望，最後什麼都沒對別人說即辭職消失的情況感到生氣。具有祭司的資格。是個注重效率和數字的現實主義者，但對同伴極為信賴且很有義氣。
有著定要守護帝國民眾的強烈信念，因此要施行必要之惡即是自己的正義。有著在任務過程中表現出和平時截然相反性格的演技。
魔力制御完美無缺而沒有半點浪費，精緻的有如教科書所示，並能確切地在各種情況下施行必要的魔術來應對，這種擁有卓越洞察力、豐富魔術知識和臨危不亂的堅強意志，高效率地朝著「勝利」目標制定「戰略」的特性，甚至被巴奈特評價為最有可能打倒瑟莉卡的魔術師。擅長魔術狙擊，其射程足以達至三千米至四千米，而有著「帝國首席狙擊手」的外號，和葛倫聯手時會在其【愚者的世界】範圍外進行魔術狙擊；但在近身戰鬥上也不會輸給他人，擅長投擲小刀，能使用東方的武術「骨法」。
「鬼の戦闘専門部署」として知られる第一室の室長。暑苦しく、竹を割ったような性格。
士官候補学校の卒業生で、宮廷魔導士団に入隊後、わずか1年で模擬魔術戦会で第3位に入賞するほどの実力者だが、1期下のイヴには敵わなかった[24]。イヴを永遠のライバルと勝手に認定しているが、荒くれ者ばかりの部下を率いて余計な被害を出しては特務分室に後始末を任せるため、イヴ当人には迷惑がられている[41]。
クリストフの士官候補学校時代の同期で、寮でも同室の友人。生まれは貧乏貴族の三男。クリストフより一回り大柄で、やんちゃ坊主感溢れる容姿をしている。同期生の中でも特に攻性呪文の技量に長けており、卒業直前に帝国宮廷魔導士団第一室からスカウトを受ける。
城塞都市ハノイに駐屯する帝国東部カンターレ方面軍第二師団・第三駐屯兵団の兵団長。

#### 離開、殉職者
原帝國宮廷魔導士團特務分室的室長，編號1，代號【魔術師】。
實際上為蒼天騎士團現任團長。
帝国宮廷魔道士団特務分室室長、執行官ナンバー1《魔術師》。年齢は20代後半で、人の良さげでうだつの上がらなそうな眼鏡の優男。軍階は百騎長。
“神の頭脳の持ち主”と噂された天才魔術士。かつては東の国境付近で戦い続けたバリバリの実戦派で、魔道士団の魔導技術開発室室長や、白金魔導研究所の魔導技術開発派遣武官を経て、イヴの後任として本来イグナイト家の者に限定される特務分室室長に特例で就任している。
その正体は蒼天十字団の団長。リィエルを素体に《剣の姫》エリエーテを復活させ、帝国の過去の英霊を復活させる【英霊再臨の儀】を実用化しようとしたが、イヴの妨害で失敗し帝国軍に拘束・収監される。その後蒼天十字団諸共イグナイト卿に切り捨てられ、3人の部下共々イリアの手で暗殺される。
莉迪亞·伊格尼特(伊庫奈特)
原帝國宮廷魔導士團特務分室的室長，編號1，代號【魔術師】。伊芙的同父異母姊姊。

イグナイト卿の嫡子。燃え上がる炎のような長髪が特徴の20歳過ぎくらいの女性で、家庭的で親しみやすい地母神のような美しさを持ち、柔和な笑みを浮かべるが、所作には一切の隙も無駄もない不思議な魅力を持つ。階級は千騎長 [43]。
帝国全ての魔導士達の規範となり持たざる弱き民を守るという誇りを掲げた祖父を尊敬する反面、古典的貴族主義に凝り固まった父親に反発しており、敵を作り過ぎたイグナイト家は遠くない未来に滅びると確信していた。平民の血が混じったイヴに対しても優しく、一方で、父への恐怖から自身の“予備”とされてきた妹のアリエスを見捨ててしまった過去から、自分にはイグナイトの資格がないとも思っており、償いとして本当のイグナイトになろうと頑張ってきた[24]。
イグナイト家2000年の歴史の中に現れた天才の中の天才で、戦闘力、魔術能力、指揮能力、作戦立案能力、政治力の全てが完璧という、一軍の将になるために生まれてきたかのような人物。【第七園】発動に必要な霊点の構築を戦闘中の片手間でやってのけ、支配領域内の全空間を一片の隙なく超高熱の極炎で満たし焼き尽くす必中必滅の術式《無間大煉獄真紅・七園》すら使いこなす。若くしてS級魔導士となったが、イグナイト家を恨む魔導士達に嵌められたイヴを守るために、己が魂を燃やし自分自身を炎とする眷属秘呪【大終炎（フィーニス）】を発動し、敵を殲滅したものの副作用で魔術能力を完全に失う[24]。
その後は魔術能力を取り戻すためにどこかの法医院に入れられたとされ[24]、魔術祭典開催と同時期に奇跡の快復を遂げ、サイラスの後任の特務分室室長に就任する。しかし、勘当された異母妹のイヴを全く知らないような素振りを見せるなど、記憶に不自然な違和感を抱える[44]。
だが本物のリディアは魔術を使えなくなったことを理由に父親の手で既に殺されており、新たに隊長となった彼女は、イグナイト卿の便利な消耗品としてリディアを含む複数の霊魂をもとに【Project：Revive Life】で作り出された偽物である。部分的な記憶の欠落、不自然なまでに父親に抱く忠誠心、自分の中の価値基準の歪さはこれに起因する。クーデター時はイグナイト卿に盲目的に従い、偽物ではあってもその力量でイヴを圧倒して見せたが、霊魂に含まれていた本物のリディアの残滓によるものかとどめを刺すことに失敗し、《無間大煉獄真紅・七園》を逆用されて焼き尽くされ死亡するが、最期の瞬間だけオリジナルの人格が戻ったかのような反応を見せた。
賽拉·希瓦斯（Sara Silvers，聲：壽美菜子）
原帝國宮廷魔導士團特務分室的執行官，編號3，代號【女帝】。在本作故事開始前已身故。
出身於南部遊牧民族「希瓦斯一族」的女性，是位有著白髮和雪白肌膚的美女。其故鄉因為雷扎里亞王國強行推進宗教歸化運動而被攻破並毀滅，而族人亦被驅趕，因此棲身在帝國。因擅長使用風靈召喚術及與風有關的魔術而被稱為「風之戰巫女」和「御風者」。能在不減速的情況下以風魔術【疾風腳】攜帶其他人移動，但過程會因賽拉的情緒再度加速，讓體驗過的人都留下心理創傷。
少數能夠理解身為理想主義者的葛倫的想法的人，並且非常照顧他。被葛倫稱為「白狗」並喜歡著。在故事開始前的一年，於「天使之塵」事件中為了保護葛倫而被賈提斯殺害。她的去世給予葛倫很大的打擊，令他從此變得消沉，並更加厭惡魔術，最後不告而別、私下退出了宮廷魔導士團。
法嘉斯·斯托雷加
原帝國宮廷魔導士團特務分室的執行官，編號8，代號【力量】。實際上為蒼天騎士團的成員。
固有魔術【剛曲】
能力為全身體全極限強化，速度與反應神經媲美子彈。

原帝國宮廷魔導士團特務分室的執行官，編號10，代號【命運之輪】。艾爾莎的父親。
元執行官ナンバー10《運命の輪》。エルザの父で、“守るための剣を振るえ”、“人を活かす剣を振るえ”と教えてきた[45]。
東方出身の「東方剣士（サムライ）」で、異邦人ながらも帝国のために軍人として尽くした。肺の病気を患って体が衰えつつありながらも軍人を続けていたが、2年前に天の智慧研究会から送り込まれた刺客のイルシアにより、妻と共に殺害される。
賈提斯·羅凡（Jatice Lowfan，聲：鈴木達央）
原帝國宮廷魔導士團特務分室的執行官，編號11，代號【正義】。
在籍時被稱為「言行極端，有自私的信念，為了達到目的不擇手段，捨得付出任何犧牲」的問題兒。極為痛恨天之智慧研究會。在故事發生的一年前，因觸及到《禁忌教典》的存在而背叛了皇室，開始狂熱的相信自己的「絕對正義」並決意將他認為是世間上所有的惡的帝國消滅。之後在帝都利用「天使之塵」引起大規模慘劇，在賽拉的犠牲下被葛倫擊敗，並被認為死亡。但實際上只是假死，經過一年的蜇伏後重新活動。
對擊敗了自己的葛倫抱有強烈的執著心，但並非是「復仇」而是想「挑戰」，好證明自己的正義才是正確的。因此使出各種手段也要將他拖入戰場，於是利用並在對方死亡後假裝成西絲蒂娜的未婚夫雷奧司，並利用露米婭和梨潔兒的秘密逼迫西絲蒂娜與他結婚，在結婚典禮上與葛倫再次交手，最後敗在克服了恐懼的西絲蒂娜與葛倫的聯手之下而撤退。隨後在阿爾貝特的追擊下利用「天使之塵」造成了84名的犧牲者後成功逃走。
第五階梯的魔術師，也是一名卓越的鍊金術師，會在戰鬥中利用疑似靈素粒子粉末來使用人工精靈召喚術。並。
在「菲傑德最黑暗的三天」事件中，和全身由神鐵構成的魔將星《鐵騎剛將》對決。在實力懸殊下，以減少壽命為代價，分裂自己的靈魂逃過死亡，並以鮮血在魔將星左手留下詛咒。最後在葛倫等人擊敗《鐵騎剛將》後，以詛咒解析並奪取《鐵騎剛將》的左臂，獲得了神鐵構成的左手。
名字來源取自正義，姓氏則是法律、狂信者。
固有魔術【尤斯蒂婭的天秤】
以數秘術為原理，「將眼中看到的任何事物與現象數值化、算式化」，從而看穿行動順序、進行近乎預知的計算和模擬。
謝爾羅德·安潔
原帝國宮廷魔導士團特務分室的執行官，編號14，代號【節制】。實際上為蒼天騎士團的成員。
固有魔術【適格者】
能召喚主天使附身。
荷莉艾塔·杜爾（Henrietta Dool）
原帝國宮廷魔導士團特務分室的執行官，編號16，代號【塔】。是被人稱為「傀儡師」的女魔術師。
在特務分室時期被瑟莉卡奪去最強的寶座而對其燃起對抗意識，並在挑戰瑟莉卡時完敗。之後因嫉妒瑟莉卡是「永遠者」而自己則會衰老死去而出現扭曲思想，為了殺死瑟莉卡而自願轉生成巫妖，並將三名同袍及整條村落的居民殺害且轉化他們為眷屬。最終被瑟莉卡消滅。
伊麗亞·伊爾裘
原帝國宮廷魔導士團特務分室的執行官，編號18，代號【月亮】。
真實身分為伊格尼特家的二女,本名艾瑞·伊格尼特。她雖然有著出色的幻術天賦，卻因為沒有火系魔法天賦而被父親冷眼相待。大約10年前，她的父親阿爾澤認為她沒有存在的必要,決定將她處死，並用魔術放了一把火把她燒了。可是她沒死透,最後被姐姐莉迪亞偷偷救出，祕密的幫助她逃離父親的勢力範圍,並換了新的容貌和名字，展開嶄新的生活。
最後私下退出了宮廷魔導士團。
帝国宮廷魔道士団特務分室所属、執行官ナンバー18《月》。
イグナイト卿の直属の配下であり、空席だった《月》の地位を利用して幻術で様々な工作を行なっている。【英霊再臨の儀】に必要なリィエルの『パラ・オリジンエーテル』入手任務では、『シオン・ライブラリー』を持つサイラスの元へ潜り込むと共に、蒼天十字団を検挙するために軍上層部を幻術で誘導する。アルベルトの討伐任務では法医術の達人ということにして、小隊運営の管理監督役（チーフ・マネージャー）でグレンたちに同行、後方支援を行っていたが、グレンを騙すためにセラの名を使ったことが仇となって幻術を見抜かれており、儀式中にイヴの襲撃を受け、幻術勝負でできた隙をシスティーナにつかれて【ゲイル・ブロウ】二重詠唱により敗北。蒼天十字団の一斉検挙でほかの関係者と共に収監されたが、不要になったサイラスら4名を暗殺した後で、リィエルから得た『パラ・オリジンエーテル』と共に本来の上司であるイグナイト卿の元に戻る。魔術祭典が開催された際には、潜入調査でアーチボルトによる教皇暗殺を察知しイグナイト卿に報告、アーチボルト配下の暗殺者の始末を命じられるが、待ち構えていたジャティスに一蹴されて命乞いをする羽目になり、「グレンほどじゃないが面白い」と見逃され、信じて突き進めば願いは叶うと激励までされるという屈辱を味わう。
その正体はイグナイト家の次女であり、本名はアリエス＝イグナイト。卓越した幻術の才能を持っていたが、炎の魔術の才能に恵まれなかったため父から冷遇される。10年ほど前に父の魔術で体を焼かれて殺されかけた時、姉リディアに救われて名前を変えて遠い家に逃されたことに感謝して、姉を助けることを誓い幻術の腕を磨く。だが、魔術を使えなくなったことを理由に姉が父親に殺されたことで復讐を決意し、人間を辞めた父を殺す機会を窺ってあえて腹心として仕えることにした。クーデターの際には「異界」の外へ偵察に出ていたエルザに接触し、「本物のリディアは死んでいて、【Project：Revive Life】で作られた偽物だ」という情報を伝えさせ、事件後、瀕死の重傷を負って逃亡する父親に自らの正体と目的を明かし、手にした短剣で滅多刺しにして惨殺、復讐を遂げる。
固有魔術として【月読ノ揺リ籠（ムーン・クレイドル）】という現実を塗り替える究極の幻術を持つ。夜空に輝く月光を触媒にして、世界そのものへ幻術をかけ、「実体を持つ幻」をこの世界へ生み出し、その幻に付随する人々の認識や記憶すらも捏造し、自在に弄ることができる。ただ、違和感に気づかれてしまうと容易く認識、看破されてしまうという弱点があり、自分自身の認識さえも欺くため、世界支配を使いすぎると本当の自分が分からなくなるらしい。さらに、世界改変中は常に魔力を消費し続け、脳の深層意識領域を圧迫するという欠点があり、しかもねじ曲げた事実が現実から乖離するほど負担が増大するので、本体がまともに戦闘行動を取れない[42]。それ故に、幻術が通用しない相手には弱く、あらゆる事象を数字として取得できるジャティスは天敵と言える。また、“あらゆる精神防御を絶対貫通する”対人幻術による精神支配も可能であり、こちらには月光の触媒を必要としない。グレンと同年代か少し年下で、亜麻色の長髪、金色の瞳をした華奢で小柄な少女や、黒髪の女魔導師姿などに化けているが、本当の姿はイグナイト家特有の真紅色の髪と紫炎色の瞳を持った女性で、父親に殺されかけた時の火傷が顔の半分を覆っている。
固有魔術【月讀之搖籃】
能力分為以月亮為載體施展對世界的幻術，或是直接穿刺對手精神讓人陷入精神世界幻覺的對人幻術。
尼哥爾·索雷斯
原帝國宮廷魔導士團特務分室的執行官，編號19，代號【太陽】。實際上為蒼天騎士團的成員。
固有魔術【逆位太陽】
能力為視野可及的廣域範圍詛咒弱化。
帝国軍所属の魔導士。階級は正騎士で、当時14歳だったイヴの部下。鬱屈とした雰囲気の神経質そうな青年。
実はイグナイト家最大の汚点である「グスタの悲劇」唯一の生き残りであり、帝国軍を足抜けしたイグナイト家に恨みを持つ7人の魔導士と連携してイヴを罠に嵌め、拷問してアゼルを脅そうとした。炎熱系術式を妨害する割込術式結界を展開する事で、その場に駆けつけたリディアをも圧倒したが、彼女が魔術師生命を捨てて発動した禁呪【大終炎】を受けて蒸発する[24]。

### 聖莉莉女子魔術學院
瑪麗安娜（Marianne）
聖莉莉女子魔術學院的學院長，艾爾莎的叔母。表面上是個苦惱學院內派閥爭鬥的老實人，實際上是蒼天十字團的前任研究員，企圖擄走「Project：Revive Life」成功案例的梨潔兒回歸研究團。
趁梨潔兒因成績不良差點被退學之際提出短期留學的要求，並欺騙艾爾莎去接近梨潔兒，同時還誘使對生活有所不滿的女學生協助她的綁架與逃亡行動。
但計畫被吉妮發掘並告知給葛倫，為了對付趕來的葛倫而使用了魔法遺產、傳說中由魔將星《炎魔帝將》弭亞·多爾的「火焰劍」，利用讀取經驗的魔術呈現了高超的戰鬥技藝，加上劍上強力的火焰讓葛倫等人陷入苦戰。最後在克服了心理障礙的艾爾莎的奧義下敗北被捕，但因為過度使用魔劍的力量而發瘋，其所述的蒼天十字團之事也因此無法被追查下去。
法蘭馨·艾卡蒂娜（Francine Ekatina）
聖莉莉女子魔術學院「白百合會」的首領，經葛倫感化後，對葛倫有好感。
柯萊特·芙莉達（Colette Frieda）
聖莉莉女子魔術學院「黑百合會」的首領，經葛倫感化後，對葛倫有好感。
吉妮·如月（Ginny Kisaragi）
法蘭馨的侍女。

### 天之智慧研究會
目前已知「已入會者」有三個位階，由低到高分別為：第一團《門》、第二團《地位》、第三團《天位》（疑似對應古代的守門人、地民、天人）
試煉：進入天之智慧研究會內陣的資格為能夠從大導師手上的雙生子圖案中回來的人
拉查爾·阿斯帝魯
第三團《天位》的激進派成員。
原為200年前、擊敗邪神與其眷屬的「六英雄」之一，擁有《鋼之聖騎士》稱號的的男性。擁有能將攻擊能量轉換成光從而無效攻擊的「力天使之盾」，後被附身的亞瑟洛·葉羅破壞。
因為妻兒在200年前與邪神的戰爭中死去而對現實絕望，失去信仰的同時遇見了大導師而得知了禁忌教典的存在，為了實現將教典奉獻給大導師的新理想而成為天之智慧研究會的一員。
由於激進派成員薩德暗殺魯米亞失敗並遭帝國逮捕的緣故，使特務分室掌握激進派不少情報，加上維持現狀派的落井下石使激進派受到沉重打擊，為了挽回頹勢而聽從「內面之聲」的建議，利用菲傑德的靈脈復活魔將星、順便毀滅菲傑德和殺死魯米亞，但被葛倫等人破壞使計畫功敗垂成，最後在不得已的情況下提前與魔將星《鐵騎剛將》亞瑟洛·葉羅融合。
艾蓮娜·夏洛特（Eleanor Charlet，聲：日笠陽子）
第二團《地位》的死靈術師。黑髮黑瞳的女性。
阿爾扎諾帝國大學經濟學系第一名畢業，因有著超一流的劍術和魔術而被阿莉希雅女王僱用為貼身侍女長及秘書官。在魔術競技祭時送予阿莉希雅女王一條新的項鏈，但實為咒殺具，令女王在佩戴後中了條件啟動型詛咒，而解咒條件是「殺死魯米婭」，並間接使王室親衛隊動員追殺露米婭。在葛倫以其固有魔術解咒後逃走，雖然遇到阿爾貝特和梨潔兒埋伏，但仍然成功撤退。白金研究所事件的主謀者之一，因計畫失敗，在取得「Project: Revive Life」的主要資料及竄改協力者記憶後再度消失於黑暗之中。
固有魔術【死亡博物館】：可操控自己的屍體進行死靈召喚術，且無法被小時候經歷過的死亡方式殺死。
萊涅爾·雷耶（Rainer Layer，聲：古川慎）
第一團《門》的鍊金術師。
曾與席翁共同研究過「Project: Revive Life」，在席翁決定逃亡後打算將他與伊露夏殺害，之後便銷聲匿跡。直到巴庫斯重啟「Project: Revive Life」後再次出現，並假裝成席翁去引誘梨潔兒，然後成功綁架了露米婭進行實驗。後來陰謀被葛倫揭破，並派出成功製造的三具梨潔兒·複製品打算殺死葛倫他們，但卻瞬間被梨潔兒打倒，失去複製品的庇護後自身也遭葛倫打飛而被逮捕。
雷克·佛亨海姆（Reik Fohenheim，聲：瀧村直樹）
襲擊阿爾扎諾帝國魔術學院的恐怖分子。擅長召喚魔術，先是招來大量以龍牙製成的骷髏兵消耗葛倫的體力，最後再親自使用兩柄手動操作、三柄自動操作的長劍和葛倫打接近戰，但在西絲蒂娜的協助下被破解，自己也被葛倫以失去控制的劍貫穿心臟而亡。
在「菲傑德最黑暗的三天」事件中，透過「Project: Revive Life」復活，並揭露為第二團《地位》，綽號「龍帝」的高手，出身的家族世世代代都在研究龍，因為禁斷的儀式使的血脈與古龍的血脈融合在一起，得到龍之力的同時也深受「龍化詛咒」作為代價。與葛倫戰鬥時並沒有解除龍化封印純粹是普通人之姿，但封印解開後連賈提斯都不想與他正面交鋒。
在團中屬於激進派，為了挽回被帝國與維持現狀派聯手打壓的頹勢而在拉查爾的指揮下意圖復活魔將星，順便毀滅菲傑德、殺死魯米亞，為了排除可能會對計畫造成妨礙的葛倫而再度與其交手，最後被葛倫看穿其能力的真相而敗北。
吉恩·加尼斯（Jin Ganis，聲：關雄）
襲擊阿爾扎諾帝國魔術學院的恐怖分子，小混混風的男子。能將「穿孔閃電」的魔術在一節之內詠唱完畢。
是個喜歡凌辱柔弱女孩的惡棍，看出西絲蒂娜外剛內柔的性格而想要對她出手，但遭到葛倫封住魔術後被其痛毆一頓，最後因違反紀律在被拘束的情況下為雷克所召喚之骷髏兵給殺死。
在「菲傑德最黑暗的三天」事件中，透過「Project: Revive Life」復活，與拉查爾、雷克聯手意圖喚醒魔將星，順便毀滅菲傑德、殺死魯米亞，期間盯上了替葛倫進行觀測的西絲蒂娜展開襲擊，最後被西絲蒂娜的捨身攻擊給擊敗，並被伊芙燒死。
迦雷爾·馬多斯（Carrel Mardos，聲：土田玲央）
襲擊阿爾扎諾帝國魔術學院的恐怖分子，擅長使用名為「酸毒刺雨」的招式，原本想襲擊孤身一人的葛倫，卻反遭葛倫擊倒，並被葛倫社會性抹殺後被逮捕。
修伊·雷森（Huey Lysen，聲：遊佐浩二）
原阿爾扎諾帝國魔術學院的講師，其職位因他無故失蹤而由葛倫暫時接任。
實為狙擊露米婭組織的一員。在綁架露米婭後，以自己的靈魂作為材料並連接法陣，企圖將露米婭傳送回組織的大本營並炸毀整座學院，更聲稱自己是藏匿在學院內逾十年、專門針對王族或政府要人的親屬的自殺式襲擊者。其後被葛倫在突破自己極限的努力及露米婭的增幅下，成功解開法陣並將其逮捕。
巴庫斯·普勞門（Burks Blaumohn，聲：石塚運昇）
帝國白金魔導研究所所長。40到50歲左右的禿頭男性，外表和藹，內在是個偏激且對自己的能力極為自負的「反異能者」。
為組織的思想所傾倒，於是暗中實行禁忌的研究，並打算在完成禁忌的「Project: Revive Life」的魔術後正式加入組織。是個對異能者十分殘酷的人，曾透過非法手段抓來異能者對其分屍進行慘無人道的研究。
和潛入私下建立的研究所的阿爾貝特交戰，使用了利用異能者的力量開發的藥物獲得再生能力而佔了上風，但因過度相信自己的再生能力而被阿爾貝特用消耗戰耗盡體內藥物，最後因此失血而死。死後為掩蓋真相而被列為失蹤。
席翁·雷佛德（Sion Rayford，聲：江口拓也）
成功完成「Project: Revive Life」計畫的天才鍊金術師。因為認為自己為完成「Re=L計劃」而犧牲太多人，所以用自己的命和葛倫交涉讓萊涅爾跟妹妹伊露夏可以逃亡到帝國，但最後被萊涅爾趁隙所殺。
伊露夏·雷佛德（Ilushia Rayford，聲：和多田美咲）
席翁的親妹妹，為梨潔兒的靈魂本體，除了髮色是紅色之外其餘部分都和梨潔兒相同。
天之智慧研究會所培育的殺手，被以哥哥的性命威脅而被迫執行暗殺任務。
在哥哥被萊涅爾殺害後，自己亦受到致命傷處於瀕死。逃亡後遇到負責救出他們的葛倫，在向他表明希望能放過研究所內因「Re=L計劃」而誕生的孩子，也希望能讓那孩子找到有意義的東西和幸福的生活。在聽到葛倫答應的回覆後安詳離世。

### 魔王關係者

#### 魔將星
《魔煌刃將》阿爾·汗
魔王直屬部下的魔將星之一。為了找尋能讓自己值得奉上忠誠的對象而四處挑戰，曾通過邪神的試煉而擁有十三條性命，左手持有能破解一切魔術的魔刀「魔術師殺手」，右手則持有魔刀「噬魂者」。有著若換手持用魔刀就無法發揮其作用的弱點，實力異常強悍，雖只是一個「影子」也能壓制現在的瑟莉卡。
其影子在學院地下迷宮的第89層擔任看守，並追殺因為星之迴廊誤入該層的葛倫等人，最後在眾人的聯手下敗北消失。
《鐵騎剛將》阿澤羅·耶羅
魔王直屬部下的魔將星之一，是《墨爾卡斯的魔法使》的書中所記載、唯一一個書中主角「正義的魔法使」都無法正面將其擊敗的對手，但書中的最後卻突兀的敗在魔法使的弟子手中。
身體由神鐵所構成，現代的魔術與任何物理攻擊都無法造成傷害，並能喚出飛行方舟《炎之船》，以主砲【米吉多之火】對地上施以毀滅性的打擊。
在天之智慧研究會的拉查爾聽從「內在之聲」的建議下，吸收大量瑪娜而與其融合、復甦，不過因為葛倫的破壞造成融合的不完全，於是決定等兩天後完全恢復時再用米吉多之火毀滅菲傑德。利用心理戰折服了使用「銀之鑰」的魯米亞，但低估人類的韌性使米吉多之火未能發揮作用毀滅城市，自己也在葛倫的【愚者的刺殺】下被重創了靈魂而不得不逃走，最後被埋伏的賈提斯奪走了左手而被消滅。
《白銀龍將》露·希爾瓦（Le·Silver）
被納姆露絲稱為統領所有龍類的群龍之首
《炎魔帝將》維亞·多
使用『百之炎』之中的炎之劍（Fla·Vord）
是被費羅德交給依庫奈特公爵的紅色鑰匙。
《風皇翠将》希爾·維薩（Syl·Veesa）
《罪刑法将》賈·吉安（Jud·Gia）
是被費羅德交給賈提斯的灰色鑰匙。
《雷霆神将》巴·伯爾（Val·Wohl）
魔王直屬部下的魔將星之一。淪為了魔王的爪牙，積極地讓全國國民去周邊國家收割奴隸的邪惡的幽德之國，在幽德國背後操盤的魔將星。被瑟莉卡完全毀滅。
是被費羅德交給阿爾伯特的藍色鑰匙。
《冥法死将》哈·蒂薩
被納姆露絲稱為亡靈的支配者、冥府的大公

### 外宇宙的邪神
納姆露絲

### 其他角色
妮娜·維納斯
追想日誌2短篇 二人的愚者的主角之一。
女性，15歲時在貧民街上拯救逃家且被毆打的葛倫。
是孤兒院的小孩，其院長是退役軍人，因此學會帝國軍格鬥術，被葛倫問學的理由，因為想要力量，並拯救經營不擅快倒閉的孤兒院，最後拜託葛倫教導她學習。
讓葛倫教導他學習的理由是，覺得自己很無力，如果孤兒院就這樣倒閉，那她們大概也完了，所以不管是格鬥術還是學習，她想要能夠讓她對抗這個辛苦的世界的力量，才能夠保護她的家族，她的父親孤兒院院長。
葛倫了解其理由後，也促使葛倫決定面對自己的魔術特性，開發出自己的固有魔術。
原本是大商會維納斯會長的私生女，因為需要繼承人要來把妮娜帶走，結果其有血緣的部下丹尼為了繼承權，要來殺死妮娜，最後被葛倫的固有魔術延緩魔術發動，並被葛倫打倒。
現在從報紙得知，原本惡名昭彰的維納斯會長和其部下被趕下台，換一個22歲的年輕人上台，就是妮娜，並把商會的黑暗面一掃而盡，以卓越的手段將商會打造成清廉潔白的商會，並在記者會說“將今天的勝利，獻給那天那個小小的『正義的魔法使』。”
妃莉娜·雷達斯
葛倫與西絲蒂娜的女兒，三姊妹中的長女。稱自己的母親西絲蒂娜為「老太婆」。外表是一名作女番長打扮，手持鋼管的不良少女。
露米里亞·雷達斯
葛倫與魯米亞的女兒，三姊妹中的次女。
梨琳·雷達斯
葛倫與梨潔兒的女兒，三姊妹中的么女。

## 名詞解說

### 國家
阿爾扎諾帝國
位於大陸西北方的帝制國家。屬於海洋性溫帶氣候，是有名的魔導大國。為本作主要的舞台。
雷扎里亞王國
帝國的鄰國，與其爭奪大陸霸權的國家。

### 組織
帝國宮廷魔術師團特務分室
帝國國軍省管轄之下、帝國宮廷魔導士團中專門負責處理魔術相關事務的機關。最大人數為22名，並為每一位成員冠上塔羅牌大阿爾卡那的代號，室長按慣例皆由依庫奈特公爵家的成員擔任。
由於負責任務極為危險而常有死傷的情況，因此常有空額待為補充。
蒼天十字團
利用帝國魔導省的特別預算在內部秘密成立的機密魔術研究機關。「Project：Revive Life」、「Project:Frame of megiddo」等禁咒皆在其管轄下持續進行著研究，是帝國的文治派為了對抗擁有特務分室的國軍省的政治鬥爭用籌碼。和天之智慧研究會是合作關係。
天之智慧研究會
與帝國敵對的古老魔術結社。是一群為了窮究魔術而能不在乎法律集合在一起的瘋狂份子集團，深信只有優秀的魔術師才能引導這個世界使其更加美好，而除此之外的人都只是低劣的家畜。
只知道最高領導者是被稱為「大導師」的人，其下分為「第三團《天位》」、「第二團《地位》」、「第一團《門》」三個階層，只有第二團以上的成員才算是組織的內部人員，希望加入的人則一律稱為「志願參加者」。
除此之外還有負責暗殺的暗殺部隊，組織成員對大導師十分忠誠，甚至到了可說是有如洗腦般的狂熱崇拜程度。
在「Project：Revive Life」成功的現在，內部分為要確保露米亞的「維持現狀派」，與以殺害露米亞為目的的「激進派」兩大派系。
是迷霧重重的神秘組織，在坊間更被視為是某種都市傳說，在特務分室嚴格的搜查下仍未能查出任何蛛絲馬跡，因此被推測在帝國內部有強力的靠山在暗中支持。

### 魔術相關
魔術
自最初的發現「原初之魂」、「原初之音」後，通過使用與原初之音相近的語言、符文改變意識領域，進而干涉世界法則的專門技術。
魔術發動工程分為五步驟「精神統一 、咒文詠唱、識域改變、魔術發動、識域解放」
魔道具製作完成時就完成前三步驟，且使用的為暫時創造出來的模擬意識領域。
首先魔術分類有：
1.詠唱咒文就可以用的一般魔術與要求人數.道具.或是一定步驟的儀式魔術。
2.不限定使用者 誰都可以使用的 泛用魔術,以個人魔術特性創造 創造者才能用的 固有魔術。強一點的魔術師通常會依自己喜好改造泛用魔術，而固有魔術有些能利用血脈代代相傳叫眷屬密咒。
魔術以控制的東西可以分為四大類：
常見魔術有肉體與精神的「白魔術」、
運動與能量處理的「黒魔術」、
元素與物質處理的「鍊金術」、
呼喚出使魔並使役的「召喚魔術」、
黑魔術的主流是基本三屬(炎.冰.雷)，原因是魔力轉換成這三種屬性的效率最好。三屬之外最受歡迎的是風魔術，原因是術式的彈性很大，改編術式的自由的高，而且非常適合在團隊中輔助整個隊伍。治療魔術和精神攻擊、藉由物品再現原主的劍術技能、強化肉體提升速度.力量、變身成各種動物.魔獸(或是性轉)都分類在白魔術。所以白魔術的危險性也是很高的。鍊金術很好理解就是創造各種道具.武裝.物品，不過和生命相關的鍊金研究，因為需要併用白魔術被叫做白金術=白魔+鍊金。召喚魔術可以召喚的種類有很多，從龍牙兵這種自己製作的人偶，到召喚動物.魔獸.精靈.高等惡魔等等...到遠距離連續召喚也算是高等技巧。
此外還有數學秘術、魔鬥術、控制空間,時間魔術...等冷門或幾乎無人做到的魔術存在。
學院的魔術學科眾多，包含但不限於：黑魔法、白魔法、煉金術、召喚術、數秘術、法醫術、神話學、魔導史學、魔導地質學、魔術法學、魔導考古學、命理學、自然理學、盧恩語學、占星術學、魔法素材學、魔導戰術論、魔術戰教練以及魔道具制造術...。
固有魔術
魔術師根據自己的魔術特性創造的只有自己才能使用獨一無二的魔術。
軍用魔術
只有國軍省魔導士可以使用的戰爭用魔術，由于此魔術的殺傷力太高所以帝國禁止學院教導學生軍用魔術，軍用魔術分爲A級、B級和C級。
A級的軍用魔術擁有天搖地變級的破壞力，但無法獨自一個人完成詠唱。故魔術師之間戰鬥以B、C級軍用魔術為主。
B級軍用魔術只要能夠獨自發動就能算是超一流魔術師、C級軍用魔術能將其簡化成一節詠唱發動也能算是超一流魔術師。
魔術師階層
魔術師最底至上的順序第一階梯、第二階梯、第三階梯、第四階梯、第五階梯、第六階梯、第七階梯的7層階段。
第三階梯為學院畢業資格程度，第四階梯為平均魔術師的最高階層，第五階梯為天才，第六階梯為超天才，第七階梯可謂是非人，此外，還有遺跡調查的人員招募，公開場合募集資金的資格。
魔法
與「魔術」聽上去相似，實際上意思大不相同的、無法用近代魔術理論理解說明的術式，一般推測爲超越了現代水平的古代魔術，因此古代文明又稱「超『魔法』文明」。
異能者
不需要使用魔術就能使用奇蹟力量的人的通稱。在帝國內是被當成惡魔轉生者而加以迫害歧視，不過在土著信仰中卻會被當成信仰對象。
已知有「感應增幅」、「人體發電」、「發火」、「冷凍」、「再生」、「耐熱」、「耐冷」、「耐電」等能力存在。
基本上除了「感應增幅」外無法與魔術產生加成效果。
Project：Revive Life
通稱「Re=L計劃」，主要內容為以「基因代碼」及「心靈代碼」製造人格記憶共享的魔改人士兵。
本來的用途是用在將死者復活，但因為要復活一個人就需要用好幾個人的靈魂製成「心靈代碼」造成嚴重的倫理問題而被席翁關閉該計畫。

### 其他
墨爾卡斯的魔法使
魔將星
艾里沙雷斯教會
魔導大戰
六英雄
科學
為了魔術的恩惠不會在少數人手中作祟，科學技術往工業革命也有相當程度進展，諸如蒸汽機也已經發展已經開始蔓延。
奉神戰爭
40年前阿爾扎諾帝國與雷扎里亞王國之間的戰爭，最終和解收場。

## 出版書籍

### 小說
| 冊數 | 富士見Fantasia文庫 | 富士見Fantasia文庫     | 東立出版社                              | 東立出版社             | 東立出版社                                                                | 浙江人民美術出版社 | 浙江人民美術出版社     |
| 冊數 | 發售日期           | ISBN                   | 發售日期                                | ISBN                   | 限定版 EAN                                                                | 發售日期           | ISBN                   |
| ---- | ------------------ | ---------------------- | --------------------------------------- | ---------------------- | ------------------------------------------------------------------------- | ------------------ | ---------------------- |
| 1    | 2014年7月19日      | ISBN 978-4-04-070231-5 | 2015年4月9日                            | ISBN 978-986-382-943-0 | EAN 471-0945-54576-9                                                      | 2017年4月          | ISBN 978-7-5340-5727-4 |
| 2    | 2014年11月20日     | ISBN 978-4-04-070232-2 | 2015年8月6日                            | ISBN 978-986-431-959-6 | EAN 471-094-554-661-2                                                     | 2017年5月          | ISBN 978-7-5340-5790-8 |
| 3    | 2015年3月20日      | ISBN 978-4-04-070515-6 | 2015年11月19日 2015年11月12日（限定版） | ISBN 978-986-462-289-4 | EAN 471-094-554-571-4                                                     | 2017年7月          | ISBN 978-7-5340-5932-2 |
| 4    | 2015年7月18日      | ISBN 978-4-04-070516-3 | 2016年2月2日 2016年1月29日（限定版）    | ISBN 978-986-462-827-8 | EAN 471-094-554-810-4                                                     | 2017年8月          | ISBN 978-7-5340-6089-2 |
| 5    | 2015年11月20日     | ISBN 978-4-04-070517-0 | 2016年4月25日                           | ISBN 978-986-470-168-1 | 不適用                                                                    | 2017年10月         | ISBN 978-7-5340-6168-4 |
| 6    | 2016年6月18日      | ISBN 978-4-04-070974-1 | 2016年11月10日 2016年11月3日（限定版）  | ISBN 978-986-482-103-7 | EAN 471-094-554-989-7                                                     | 2018年2月          | ISBN 978-7-5340-6470-8 |
| 7    | 2016年10月20日     | ISBN 978-4-04-070975-8 | 2017年1月25日 2017年1月23日（限定版）   | ISBN 978-986-482-590-5 | EAN 471-094-555-103-6                                                     |                    |                        |
| 8    | 2017年3月18日      | ISBN 978-4-04-070976-5 | 2017年8月10日                           | ISBN 978-986-486-569-7 | EAN 471-094-555-298-9                                                     |                    |                        |
| 9    | 2017年8月19日      | ISBN 978-4-04-072417-1 | 2018年1月10日 2018年1月3日（限定版）    | ISBN 978-957-965-201-8 | EAN 471-094-555-433-4                                                     |                    |                        |
| 10   | 2017年11月17日     | ISBN 978-4-04-072419-5 | 2018年3月30日                           | ISBN 978-957-260-739-8 | EAN 471-094-555-521-8                                                     |                    |                        |
| 11   | 2018年3月20日      | ISBN 978-4-04-072420-1 | 2018年8月9日                            | ISBN 978-957-261-338-2 | EAN 471-094-555-670-3                                                     |                    |                        |
| 12   | 2018年7月20日      | ISBN 978-4-04-072722-6 | 2019年1月19日                           | ISBN 978-957-262-374-9 | EAN 471-094-555-885-1 EAN 471-094-555-886-8（會場限定版）                 |                    |                        |
| 13   | 2018年11月20日     | ISBN 978-4-04-072723-3 | 2019年7月5日 2019年6月28日（限定版）    | ISBN 978-957-263-009-9 | EAN 471-094-556-008-3                                                     |                    |                        |
| 14   | 2019年3月20日      | ISBN 978-4-04-072724-0 | 2019年8月1日                            | ISBN 978-957-263-751-7 | EAN 471-094-556-109-7 EAN 471-094-556-110-3（會場限定版）                 |                    |                        |
| 15   | 2019年8月20日      | ISBN 978-4-04-073272-5 | 2020年1月30日                           | ISBN 978-957-264-282-5 | EAN 471-060-104-071-3 EAN 471-060-104-072-0（會場限定版）                 |                    |                        |
| 16   | 2020年1月18日      | ISBN 978-4-04-073273-2 | 2020年4月20日 2020年4月13日（限定版）   | ISBN 978-957-265-038-7 | EAN 471-060-104-188-8                                                     |                    |                        |
| 17   | 2020年7月20日      | ISBN 978-4-04-073736-2 | 2020年12月7日 2020年11月30日（限定版）  | ISBN 978-957-265-782-9 | EAN 471-060-104-359-2                                                     |                    |                        |
| 18   | 2020年12月19日     | ISBN 978-4-04-073737-9 | 2021年6月10日                           | ISBN 978-957-266-533-6 | EAN-471-060-104-878-3                                                     |                    |                        |
| 19   | 2021年6月18日      | ISBN 978-4-04-074147-5 | 2022年1月6日 2021年12月30日（限定版）   | ISBN 978-957-268-056-8 | ISBN 978-957-268-057-5                                                    |                    |                        |
| 20   | 2022年2月19日      | ISBN 978-4-04-074028-7 | 2022年7月21日                           | ISBN 978-957-269-444-2 | ISBN 978-957-269-445-9（首刷附錄版） ISBN 978-957-269-446-6（首刷限定版） |                    |                        |
| 21   | 2022年6月17日      | ISBN 978-4-04-074579-4 | 2023年1月12日 2023年1月5日（限定版）    | ISBN 978-626-347-846-6 | ISBN 978-626-347-847-3（首刷限定版）                                      |                    |                        |
| 22   | 2023年4月20日      | ISBN 978-4-04-074580-0 | 2024年3月28日（限定版） 2024年4月1日    | ISBN 978-6-26-020317-7 | ISBN 978-6-26-020318-4（首刷限定版）                                      |                    |                        |
| 23   | 2023年10月20日     | ISBN 978-4-04-075143-6 | 2024年9月5日                            | ISBN 978-626-021-476-0 | 不適用                                                                    |                    |                        |
| 24   | 2023年11月20日     | ISBN 978-4-04-075184-9 | 2025年3月13日                           | ISBN 978-626-023-645-8 | 不適用                                                                    |                    |                        |

### 短篇集
《不正經的魔術講師與追想日誌》
| 1  | 2016年3月19日  | ISBN 978-4-04-070867-6 | 2016年7月28日 | ISBN 978-986-470-582-5 |
| 2  | 2017年4月20日  | ISBN 978-4-04-072226-9 | 2017年8月10日 | ISBN 978-986-486-568-0 |
| 3  | 2018年9月20日  | ISBN 978-4-04-072725-7 | 2019年2月27日 | ISBN 978-957-262-624-5 |
| 4  | 2019年1月19日  | ISBN 978-4-04-072726-4 | 2019年7月25日 | ISBN 978-957-263-330-4 |
| 5  | 2019年10月19日 | ISBN 978-4-04-073274-9 | 2020年1月31日 | ISBN 978-957-264-645-8 |
| 6  | 2020年3月19日  | ISBN 978-4-04-073275-6 | 2020年7月27日 | ISBN 978-957-265-393-7 |
| 7  | 2020年10月17日 | ISBN 978-4-04-073738-6 | 2021年1月28日 | ISBN 978-957-266-217-5 |
| 8  | 2021年3月19日  | ISBN 978-4-04-073739-3 | 2021年6月28日 | ISBN 978-957-267-056-9 |
| 9  | 2021年10月20日 | ISBN 978-4-04-074287-8 | 2022年3月10日 | ISBN 978-9-57-268320-0 |
| 10 | 2022年11月20日 | ISBN 978-4-04-074772-9 | 2023年10月6日 | ISBN 978-626-360-070-6 |
| 11 | 2024年10月19日 | ISBN 978-4-04-075620-2 |               |                        |

- 《不正經的魔術講師與福音後記》 KADOKAWA〈富士見Fantasia文庫〉，2025年3月19日發售[19]，ISBN 978-4-04-075621-9

### 漫畫
| 1  | 2015年11月21日 | ISBN 978-4-04-103672-3 | 2017年2月13日 | ISBN 978-986-482-127-3 |
| 2  | 2015年12月26日 | ISBN 978-4-04-103673-0 | 2017年7月27日 | ISBN 978-986-482-128-0 |
| 3  | 2016年5月26日  | ISBN 978-4-04-104429-2 | 2018年4月30日 | ISBN 978-986-482-129-7 |
| 4  | 2016年10月26日 | ISBN 978-4-04-104430-8 | 2018年8月17日 | ISBN 978-986-482-130-3 |
| 5  | 2017年3月25日  | ISBN 978-4-04-104431-5 | 2019年6月20日 | ISBN 978-986-482-996-5 |
| 6  | 2017年9月26日  | ISBN 978-4-04-106087-2 | 2020年3月6日  | ISBN 978-957-26-0125-9 |
| 7  | 2018年2月26日  | ISBN 978-4-04-106560-0 |               |                        |
| 8  | 2018年7月24日  | ISBN 978-4-04-107148-9 |               |                        |
| 9  | 2018年11月26日 | ISBN 978-4-04-107614-9 |               |                        |
| 10 | 2019年3月26日  | ISBN 978-4-04-107615-6 |               |                        |
| 11 | 2019年8月26日  | ISBN 978-4-04-108586-8 |               |                        |
| 12 | 2019年12月26日 | ISBN 978-4-04-108587-5 |               |                        |
| 13 | 2020年6月26日  | ISBN 978-4-04-109339-9 |               |                        |
| 14 | 2020年10月26日 | ISBN 978-4-04-109342-9 |               |                        |
| 15 | 2021年3月26日  | ISBN 978-4-04-109343-6 |               |                        |
| 16 | 2021年8月26日  | ISBN 978-4-04-111706-4 |               |                        |

## 電視動畫

### 製作人員
- 原作：羊太郎（KADOKAWA 、富士見書房）
- 原作插畫：三嶋黑音
- 監督：和ト湊
- 系列構成、腳本：待田堂子
- 人物設計：木村智
- 總作畫監督：木村智、飯野誠
- 道具設計：岩永悦宜
- 魔法陣設計：江古田ノイヅ
- 效果作畫監督：橋本敬史
- 美術監督：金子雄司
- 背景：青写真
- 色彩設計：大西峰代
- 攝影監督：齊藤崇夫
- 攝影：Graphinica
- 編輯：長谷川舞
- 音響監督：清水洋史
- 音響製作：東北新社
- 音樂：堤博明（日语：堤博明）
- 音樂製作：KADOKAWA
- 動畫製作：LIDENFILMS
- 製作：不正經的製作委員會

### 主題曲
片頭曲「Blow out」
作詞、作曲：Hige Driver，編曲：ゆよゆっぺ
主唱：鈴木KONOMI
片尾曲「Precious You☆」
作詞：hotaru，作曲：，編曲：RINZO
主唱：西絲蒂娜（藤田茜）、魯米亞（宮本侑芽）、梨潔兒（小澤亞李）

### 各話列表
| 話數      | 標題               | 劇本       | 分鏡     | 演出                              | 作畫監督 |
| --------- | ------------------ | ---------- | -------- | --------------------------------- | --- |
| Lecture Ⅰ | 沒幹勁的不正經老師 | 待田堂子   | 和ト湊   | 高藤聰                            | 藤澤俊幸 生田目康裕                                                                                             |
| Lecture Ⅱ | 些許幹勁           | 池田臨太郎 | 吉岡忍   | 吉岡忍                            | 中野良一 今中俊輔小梶慎也                                                                                       |
| Lecture Ⅲ | 愚者與死神         | 戶田力良   | 森川育郎 | 大峰輝之 內田信吾                 | 原修一 山田潮美                                                                                                 |
| Lecture Ⅳ | 魔術競技祭         | 佐藤裕     | 櫻井親良 | 櫻井親良                          | 石橋大輔 山本晃宏 生田目康裕 東美帆                                                                             |
| Lecture Ⅴ | 女王與王女         | 樋口達人   | 有富興二 | 有富興二                          | 池田志乃 朝井聖子 上野卓志                                                                                      |
| Lecture Ⅵ | 邪惡的存在         | 樋口達人   | 高橋成世 | 玉田博                            | 藤澤俊幸 山村俊了 原修一 今中俊輔 大峰輝之 中野良一 小梶慎也 池田志乃 阿部達也 大原大                           |
| Lecture Ⅶ | 星降之海           | 佐藤裕     | 高本宣弘 | 高藤聰                            | 川尻健太郎 佐野陽子 池田志乃 東美帆 植竹康彥 小澤圓 阿部達也                                                    |
| Lecture Ⅷ |                    | 池田臨太郎 | 吉田千尋 | 石鄉岡範和                        | 森悅史 池田志乃 阿部達也 生田目康裕 古谷梨繪 中野良一 小梶慎也 高井里沙                                         |
| Lecture Ⅸ |                    | 待田堂子   | 內田信吾 | 內田信吾                          | 原修一 藤澤俊幸 山村俊了 山田潮美 今中俊輔 池田志乃 阿部達也 渡部裕子 佐野陽子 小澤圓 生田目康裕                |
| Lecture Ⅹ |                    | 待田堂子   | 有富興二 | 有富興二                          | 和田佳純 畠山佳苗 山本晃宏 石橋大輔 池田志乃                                                                    |
| Lecture Ⅺ |                    | 樋口達人   | 高本宣弘 | 宮澤良太                          | 中野良一 小梶慎也 今中俊輔 渡部裕子 山本晃宏 池田志乃 阿部達也 佐野陽子 石橋大輔 生田目康裕 高瀨沙也加 西真由子 |
| Lecture Ⅻ |                    | 待田堂子   | 櫻井親良 | 大峰輝之 櫻井親良 內田信 有富興二 | 池田志乃 生田目康裕 藤澤俊幸 原修一 佐野陽子 今中俊輔 川尻健太郎 山村俊了 山本晃宏 石橋大輔 高瀨沙也加 森悅史   |

### BD&DVD
| 卷數 | 發行日期       | 收錄話數       | 規格編號   | 規格編號   |
| 卷數 | 發行日期       | 收錄話數       | BD         | DVD        |
| ---- | -------------- | -------------- | ---------- | ---------- |
| 1    | 2017年6月28日  | 第1話－第2話   | ZMXZ-11141 | ZMBZ-11151 |
| 2    | 2017年7月26日  | 第3話－第4話   | ZMXZ-11142 | ZMBZ-11152 |
| 3    | 2017年8月23日  | 第5話－第6話   | ZMXZ-11143 | ZMBZ-11153 |
| 4    | 2017年9月27日  | 第7話－第8話   | ZMXZ-11144 | ZMBZ-11154 |
| 5    | 2017年10月25日 | 第9話－第10話  | ZMXZ-11145 | ZMBZ-11155 |
| 6    | 2017年11月29日 | 第11話－第12話 | ZMXZ-11146 | ZMBZ-11156 |

## 外部連結
- 電視動畫「不正經的魔術講師與禁忌教典」的X（前Twitter）（日語）
- 《不正經的魔術講師與禁忌教典》富士見書房頁面 （页面存档备份，存于）（日語）
- 電視動畫「不正經的魔術講師與禁忌教典」公式官網（页面存档备份，存于）（日語）
- 電視動畫「不正經的魔術講師與禁忌教典」東京都會電視台介紹專題 （页面存档备份，存于）（日語）
- 電視動畫「不正經的魔術講師與禁忌教典」AT-X電視台介紹專題 （页面存档备份，存于）（日語）
- 電視動畫「不正經的魔術講師與禁忌教典」日本BS放送電視台介紹專題 （页面存档备份，存于）（日語）
- 東立版小說不正經的魔術講師與禁忌教典試閱系列：8卷試閱 （页面存档备份，存于）、9卷試閱 （页面存档备份，存于）、10卷試閱 （页面存档备份，存于）、11卷試閱 （页面存档备份，存于）、12卷試閱 （页面存档备份，存于）、13卷試閱 （页面存档备份，存于）、14卷試閱 （页面存档备份，存于）、